# Mançac e la Corriera
Mançac la Corriéra (en francès Mansat-la-Courrière) és una localitat i comuna de França, a la regió de la Nova Aquitània, departament de la Cruesa.
La seva població al cens de 1999 era de 94 habitants. Està integrada a la Communauté de communes de Bourganeuf-Royère-de-Vassivière.

## Demografia
| 1962                                       | 1968 | 1975 | 1982 | 1990 | 1999 | 2007 |
| ------------------------------------------ | ---- | ---- | ---- | ---- | ---- | ---- |
| 358                                        | 118  | 112  | 100  | 100  | 94   | 88   |
| Des de 1962: població sense dobles comptes |      |      |      |      |      |      |

## Administració
| Període | Identitat        | Partit |
| ------- | ---------------- | ------ |
| 2001    | Raymond Chezeaud | PS     |